# George R. Robertson
Pour les articles homonymes, voir George Robertson et Robertson.
George R. Robertson est un acteur canadien né le 20 avril 1933 à Brampton en Ontario et mort le 29 janvier 2023 à Toronto.

## Filmographie

### Cinéma
- 1968 : Rosemary's Baby : Lou Comfort
- 1968 : People of the Buffalo
- 1969 : Les Naufragés de l'espace : VIP
- 1970 : Airport : Richard Stout
- 1973 : La Fille en bleu : le tennisman professionnel
- 1973 : Paperback Hero : Burdock
- 1978 : Le Jeu de la puissance : Colonel Lucas
- 1979 : Norma Rae : un fermier
- 1981 : L'Homme de Prague : le consul des États-Unis
- 1982 : Meurtre par téléphone : George Lord
- 1984 : Police Academy : Chef Henry J. Hurst
- 1985 : Police Academy 2 : Chef Hurst
- 1986 : Police Academy 3 : Chef Hurst
- 1987 : Police Academy 4 : Chef Hurst
- 1988 : Police Academy 5 : Chef Hurst
- 1989 : Police Academy 6 : Chef Hurst
- 1991 : Trahie : le père d'Adrienne
- 1991 : JFK : un homme de la Maison-Blanche
- 1995 : Alarme totale : président Davis
- 1997 : Meurtre à la Maison-Blanche : Mack Falls
- 2012 : Still Mine : Chester Jones
- 2013 : The Last Gentleman : M. Alan Grant

### Télévision
- 1970 : Sur la piste du crime : O'Rourke (1 épisode)
- 1972 : Cool Million : John Ogden (1 épisode)
- 1972-1974 : Doctor Simon Locke : Albert Masterson, Briggs et Moraine (3 épisodes)
- 1980 : Le Vagabond : A. E. Houghton (1 épisode)
- 1983 : ABC Weekend Specials : M. Fitch (1 épisode)
- 1986 : Paul et les Jumeaux : M. Eliot (1 épisode)
- 1988 : CBS Summer Playhouse : Alvin Boyer (1 épisode)
- 1989 : La Cinquième Dimension : Général Greg Slater (1 épisode)
- 1989 : Day One : Ed Condon
- 1989 : On a tué mes enfants : Dr Mackey
- 1989-1994 : E.N.G. : Kyle Copeland (96 épisodes)
- 1990 : La Nouvelle Guerre des mondes : Général Mann (1 épisode)
- 1990 : Hitler's Daughter
- 1994 : Danielle Steel : Naissances : Richard Lance
- 1994-1995 : Side Effects : Dr Abernethy (3 épisodes)
- 1995 : Hiroshima : William D. Leahy
- 1996 : X-Men : Dr Taylor Prescott (1 épisode)
- 1998 : Les Aventures de Shirley Holmes : le grand-père de Bart (1 épisode)
- 1998 : Police Academy : le commissaire (1 épisode)
- 1999 : Psi Factor, chroniques du paranormal : Edward Norstrom (1 épisode)
- 2001 : Une nouvelle vie : Dick Welsh
- 2001 : Leap Years : Fishelson et autres rôles (5 épisodes)
- 2004 : Doc : Dr Franklin Crane (1 épisode)
- 2006 : Destination 11 Septembre : Dick Cheney (2 épisodes)
- 2010 : Une illusion d'amour : M. Danderford
- 2012-2015 : Haven : Stuart Mosley (2 épisodes)